# Etimologija
Etimologija ili iskonoslovlje (gr. ἔτυμον, étymon „pravo značenje”, od ἔτυμος, etymos „pravi” i λόγος, lógos „riječ”) jest grana jezikoslovlja koja proučava porijeklo riječi.
Riječi mijenjaju oblik i značenje kroz stoljeća, a mogu se i posuđivati iz drugih jezika, moguće u promijenjenom obliku (izvorišne riječi zovu se etimoni). Proučavajući stare tekstove i uspoređujući s drugim jezicima, etimolozi pokušavaju rekonstruirati povijest riječi: kada su ušle u jezik, iz kojeg izvora te kako su se mijenjali njihov oblik i značenje.
Etimolozi također pokušavaju rekonstruirati podatke o jezicima o kojima nemamo nikakvih direktnih informacija (primjerice tekstova). Uspoređujući riječi u srodnim jezicima, mogu se izvesti zaključci o njihovom zajedničkom pretku. Tako se pokušava se rekonstruirati i indoeuropski prajezik.
Riječi mogu biti izvedene od drugih riječi (npr. prah > prašina, dugačko > duga, dah > duh, usta > ušće, glas > glazba, pjevati > pijetao, dim > dimnjak, skakati > skakavac, pusto > pustinja, tvrdo > tvrđava, vrtjeti > vrat, život > životinja, vijek > vječno, trag > tražiti, val > valjati, puhati > pušiti, vijenac > vjenčanje, vrh > vrhnje, kazati > kazalište, nisko > nizina) ili složenice (zastava < za- + staviti, podne < pola + dan, trokut < tri + kuta).
Etimologija je važna kod usporedbe jezika jer riječi mogu biti stvorene po različitoj logici. Tako engleska riječ rainbow „duga” (rain 'kiša' + bow 'luk') ne odgovara za usporedbu hrvatskoj riječi duga izvedenoj od dugačko ili kukac od kuka (zbog toga što imaju po dvije kukice na svakoj nozi) engleskomu insect koje je došlo iz srednjovjekovnoga francuskog, ali originalno od latinskoga insectus (što nema značenje 'kukac') od in 'u' i sectus 'rezan' (zbog izgleda oklopa).

## Pučka etimologija
Pučka etimologija naziv je za jezičnu pojavu pri kojoj govornici analiziraju riječi (otud naziv reanaliza) poredbom sa zvučno sličnim elementima drugih, iako su dvije riječi zapravo nepovezane. Tim se postupkom često mijenja i sadržaj izvorne riječi. Primjerice, imena s nastavkom -mir (poput Vladimir) često se povezuju s pojmom mira, a riječ buldožer dovodi se u vezu s glagolom žderati te čak mijenja u buldožder.
Pučka etimologija česta je u zemljopisnim nazivima koji su često nasljeđeni od stanovništva koje je prije živjelo na nekom području. Na taj je način nastao toponim Crna Vlast preoblikovanjem starijeg naziva Črna Vas (vas = selo, ali tu riječ novo stanovništvo na tom području nije shvatilo).

## Riječi nejasne etimologije
Etimološki nejasne riječi (govornicima nekog jezika to su najčešće tuđice) vrlo se lako usvajaju kao termini za nove pojave, dok se izvedenice koje su etimološki jasne često teže usvajaju. Primjerice, odvijač je zamjena za termin šrafciger koja sasvim ne odgovara jer ljudi shvaćaju da se s tim alatom i zavijaju vijci, a ne samo odvijaju. Budući da je šrafciger riječ koja se ne može analizirati u hrvatskom, može poprimiti bilo koje značenje.

## Etimološki rječnici
Za hrvatski jezik napisana su tri etimološka rječnika:
- Petar Skok: Etimologijski rječnik hrvatskoga ili srpskoga jezika (I–IV), (JLZ, Zagreb, 1971. – 1974.); pretisak (JAZU & Delo, Zagreb, 1988.) ISBN 86-407-0064-8
- Alemko Gluhak: Hrvatski etimološki rječnik (August Cesarec, Zagreb, 1993.) ISBN 953-162-000-8
- Ranko Matasović i dr.: Etimološki rječnik hrvatskoga jezika (1–2), (Institut za hrvatski jezik i jezikoslovlje, Zagreb, 2016. – 2021.) ISBN 978-953-7967-51-2

## Primjeri
Primjeri etimologija hrvatskih riječi:
| Riječ        | Etimologija                                 |
| ------------ | ------------------------------------------- |
| dostojanstvo | do- + stajati                               |
| kišobran     | kiša + braniti                              |
| medvjed      | med + jesti                                 |
| naći         | na- + ići                                   |
| narod        | na- + rod, roditi se                        |
| obala        | ob- oko, okolo + val                        |
| običaj       | ob- oko, okolo + vičan, naviknut, iskusan   |
| oblak        | ob -okolo + lak, lagan                      |
| oblast       | ob- oko, okolo + vlast, vladati             |
| oblik        | ob- oko, okružiti + lik                     |
| oklop        | o- oko, okolo + sklopiti                    |
| oluja        | o- oko, okolo + lelujati -povijati          |
| osoba        | o- oko, okolo + sebe                        |
| otok         | o- oko, okolo + tok, teći                   |
| područje     | pod + ruka                                  |
| ponos        | po- + nositi                                |
| ponor        | po- + prasl. nora=rupa                      |
| potok        | po- početak radnje + teći                   |
| povijest     | po- prošla, završena radnja + vijest        |
| povrće       | po- + vrt                                   |
| površina     | po- + vrh                                   |
| predmet      | pred + metnuti                              |
| primjer      | pri- prema + mjeriti                        |
| priroda      | posuđenica iz ruskoga jezika                |
| privreda     | pri- prema + vrijediti                      |
| prodati      | pro -kroz + dati                            |
| prozor       | pro- kroz + zrijeti (arh. gledati)          |
| slika        | s- sa, zajedno + lik                        |
| stoljeće     | sto + ljeta                                 |
| zakon        | za- + konac, kraj, svršetak                 |
| zaljev       | za- + lijevati (naziv zbog valova na obali) |

## Vanjske poveznice
Etimološki rječnici na Internetu:
- Hrvatski jezični portal
- Online Etymology Dictionary - engleski
- Indo-European Etymological Dictionary (IEED) - indoeuropski
- An Etymological Dictionary of the Gaelic Language - irski
- A comparative and etymological dictionary of the Nepali language - nepalski
- South Dravidian etymology - južnodravidski